# Rhys Ashworth
Rhys Lesley Ashworth es un personaje ficticio de la serie de televisión británica Hollyoaks, interpretado por el actor Andrew Moss desde el 4 de octubre de 2005 hasta el 15 de noviembre de 2012. Andrew regresó a la serie brevemente el 27 de junio de 2014 como una alucinación.

## Biografía
En noviembre del 2012 Rhys murió luego de quedar atrapado debajo de una pared luego de que el minibus que manejaba Maddie Morrison chocara el lugar donde se celebraba la boda de Ste & Doug y la de Tony & Cindy. Antes de morir Rhys le dice a su esposa Jacqui que lo siente y que la ama mucho.
Un día después de su muerte se revela que Rhys fue el hombre con quien Sinead O'Connor se había acostado y que estaba esperando un hijo de él. En mayo del 2013 Sinead dio a luz a su hija, Katy O'Connor.
En 27 de junio de 2014 luego de que Cindy comenzara a tener alucinaciones debido a su trastorno bipolar alucina brevemente a Rhys, y cree que todavía está vivo y que todavía tiene una aventura con él.